# Castillo de Domeño

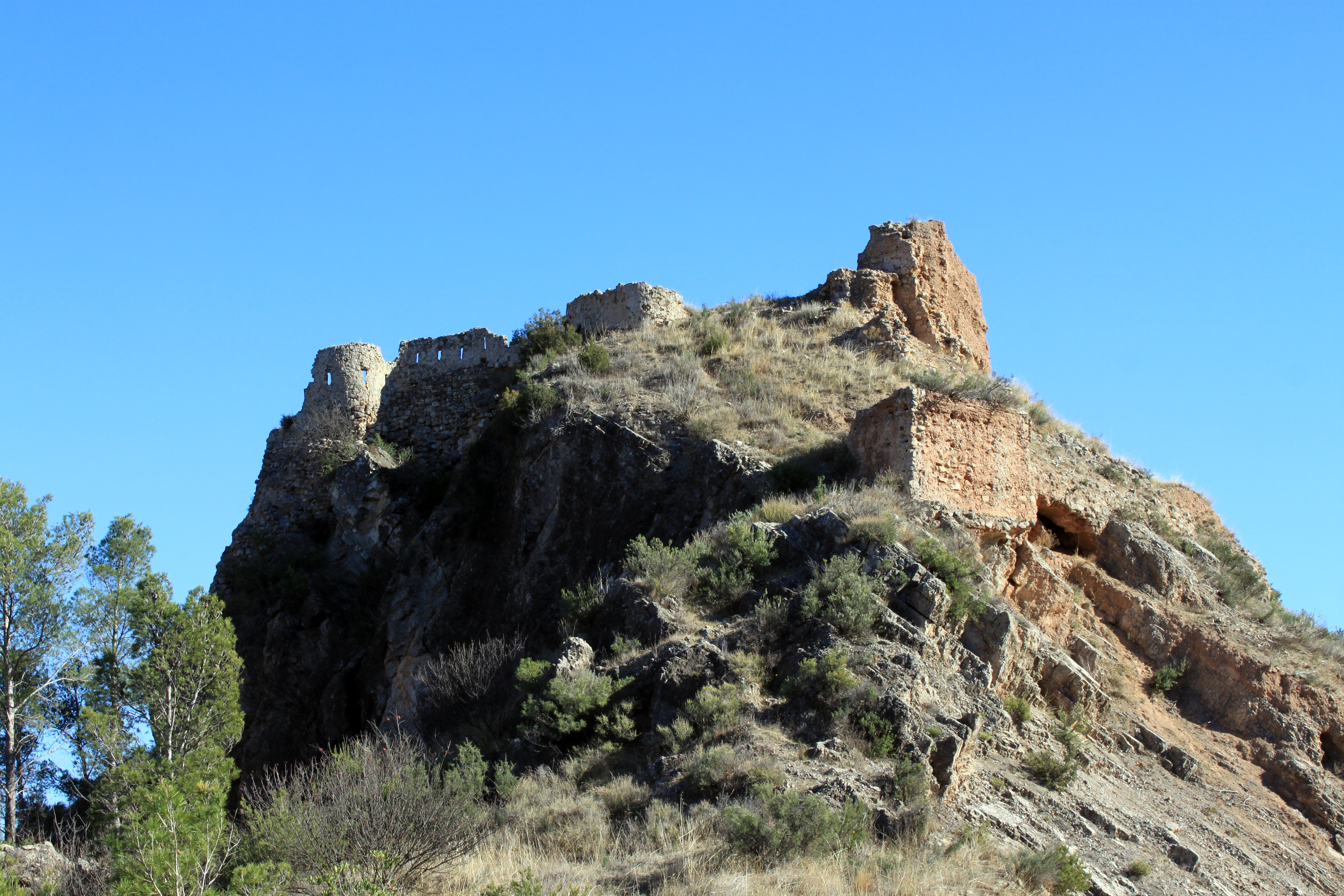
Castillo de Domeño.

El castillo de Domeño se encuentra ubicado en lo alto de un cerro junto al lugar donde se hallaba la antigua población de Domeño (abandonada en la década de 1960, para la construcción del pantano de Loriguilla), en la comarca de Los Serranos; poseyendo una panorámica de las ramblas del río Turia y de su afluente, el río Tuéjar.
Su recinto, que se adapta perfectamente a la topografía del terreno en el que se encuentra, es ligeramente alargado y rectangular. 
Aunque ha sido declarado Bien de interés cultural de la provincia de Valencia, aún no ha sido anotado ministerialmente, por lo que no posee más que un código identificativo, el 46.10.114-001.

## Historia
Puede considerarse que el castillo es de origen  musulmán, controlando, desde su estratégica situación,  el tráfico desde Valencia a las poblaciones de la Serranía. El castillo pudo ser abandonado tras de la Reconquista, y fue rehabilitado en 1839 durante la Primera Guerra Carlista por el general isabelino Aspiroz. Actualmente se encuentra en estado ruinoso.

## Descripción
Del castillo original aún pueden verse las murallas y algunas torres de tipo rectangular, las cuales fueron utilizadas más tarde como viviendas. Pueden distinguirse los basamentos de la torre del homenaje y de diversas construcciones anexas auxiliares.